# 全国高等学校軟式野球選手権大会 (栃木県勢)
全国高等学校軟式野球選手権大会における栃木県勢の成績について記す。

## 概要
まず栃木県予選を実施して、優勝した高校が北関東（茨城県・栃木県・群馬県）大会へと進む。そして北関東大会で優勝した高校が全国大会への代表校となる。北関東大会の開催県になった場合は、県予選の準優勝校も北関東大会に参加する。また、県勢の全国大会優勝回数は9回で全国最多である。

## 歴代代表校
| 年度                 | 代表校                      | 全国大会成績 | 備考   |
| -------------------- | --------------------------- | --- | ------ |
| 1958年（第3回大会）  | 宇都宮商（初出場）          | |        |
| 1960年（第5回大会）  | 足利工（初出場）            | |        |
| 1964年（第9回大会）  | 作新学院（初出場）          | |        |
| 1966年（第11回大会） | 宇都宮学園（初出場）        | |        |
| 1970年（第15回大会） | 宇都宮学園（4年ぶり2回目）  | |        |
| 1973年（第18回大会） | 宇都宮学園（3年ぶり3回目）  | | 準優勝 |
| 1975年（第20回大会） | 作新学院（11年ぶり2回目）   | |        |
| 1976年（第21回大会） | 宇都宮学園（3年ぶり4回目）  | |        |
| 1978年（第23回大会） | 作新学院（3年ぶり3回目）    | |        |
| 1982年（第27回大会） | 宇都宮学園（6年ぶり5回目）  | |        |
| 1984年（第29回大会） | 作新学院（6年ぶり4回目）    | |        |
| 1986年（第31回大会） | 作新学院（2年ぶり5回目）    | | 優勝   |
| 1988年（第33回大会） | 作新学院（2年ぶり6回目）    | |        |
| 1989年（第34回大会） | 作新学院（2年連続7回目）    | | 優勝   |
| 1990年（第35回大会） | 作新学院（3年連続8回目）    | | 優勝   |
| 1991年（第36回大会） | 作新学院（4年連続9回目）    | |        |
| 1992年（第37回大会） | 作新学院（5年連続10回目）   | |        |
| 1993年（第38回大会） | 作新学院（6年連続11回目）   | |        |
| 1994年（第39回大会） | 作新学院（7年連続12回目）   | | 優勝   |
| 1995年（第40回大会） | 作新学院（8年連続13回目）   | | 優勝   |
| 1996年（第41回大会） | 作新学院（9年連続14回目）   | |        |
| 1998年（第43回大会） | 作新学院（2年ぶり15回目）   | |        |
| 1999年（第44回大会） | 作新学院（2年連続16回目）   | |        |
| 2001年（第46回大会） | 作新学院（2年ぶり17回目）   | |        |
| 2002年（第47回大会） | 作新学院（2年連続18回目）   | |        |
| 2003年（第48回大会） | 作新学院（3年連続19回目）   | | 準優勝 |
| 2004年（第49回大会） | 文星芸大付（22年ぶり6回目） | | 準優勝 |
| 2005年（第50回大会） | 作新学院（2年ぶり20回目）   | |        |
| 2006年（第51回大会） | 作新学院（2年連続21回目）   | 1回戦 5－0 育英（兵庫） 準々決勝 4－0 広陵（広島） 準決勝 1－0 高梁城南（岡山） 決勝 1－0 中京（岐阜）                                | 優勝   |
| 2008年（第53回大会） | 作新学院（2年ぶり22回目）   | 1回戦 4－1 PL学園（大阪） 準々決勝 2－1 新田（愛媛） 準決勝 3－1 滝川西（北海道） 決勝 1－1 中京（岐阜） 決勝再試合 5－1 中京（岐阜） | 優勝   |
| 2009年（第54回大会） | 作新学院（2年連続23回目）   | 1回戦 3－0 奈留（長崎） 準々決勝 4－1 桐蔭学園（神奈川） 準決勝 1－0 大津（山口） 決勝 3－1 名城大附（愛知）                          | 優勝   |
| 2010年（第55回大会） | 作新学院（3年連続24回目）   | 1回戦 1－0 広島なぎさ（広島） 準々決勝 1－6 天理（奈良）                                                                              |        |
| 2011年（第56回大会） | 作新学院（4年連続25回目）   | 1回戦 2－0 境（鳥取） 準々決勝 1－0 能代（秋田） 準決勝 3－0 神戸学院大附（兵庫） 決勝 1－2 中京（岐阜）                              | 準優勝 |
| 2012年（第57回大会） | 作新学院（5年連続26回目）   | 1回戦 3－0 初芝富田林（大阪） 準々決勝 1－0 新田（愛媛） 準決勝 0－1 文徳（熊本）                                                     |        |